# 大鋸友紀
大鋸 友紀（おおが ゆき、1988年8月23日 - ）は、日本のフリーアナウンサー。TBSスパークル（旧：キャスト・プラス）所属。元TBSラジオキャスター、千葉テレビ放送アナウンサー。

## 来歴
神奈川県茅ヶ崎市出身。青山学院大学文学部卒業。神奈川県の小学校教員に採用され、大学卒業後の2011年4月から県立特別支援学校の教諭となる。
その後、2014年4月にTBSプロネックスへ入社し、放送業界へ転身。2016年3月までTBSラジオのキャスター（TBS954情報キャスター）を務めていた。
2016年にキャスト・プラス（後にTBSスパークルへ吸収合併）へ移籍し、同年6月から2019年までTBSニュースバードのキャスターを務めていた。
2022年1月より千葉テレビ放送（チバテレ）の『newsチバ』の土日を担当（3月27日まで）。3月29日からは、同じTBSスパークル所属で同月にチバテレアナウンサーを離れた竹内里奈の後任としてチバテレアナウンサーとなり、『newsチバ』も平日担当となる。2024年3月で千葉テレビ放送を退職した。
全国珍名さん協会会長。（大鋸の名前が難読であるため、紹介字幕には『大鋸』と振られている。）

## 人物
趣味はドライブ、スポーツ観戦。特技はソフトテニス。青学の出身者であるが、学生時代には中央大学のソフトテニス同好会に所属していた。
取得している教員免許は小学校、中学校（国語）、高等学校（国語）。
東京ヤクルトスワローズとそのマスコットキャラクターつば九郎のファン。

## 担当番組

### 過去の担当番組

#### フリー時代
- 土曜ワイドラジオTOKYO 永六輔その新世界（TBSラジオ） - 「乙女の笑顔でおじゃまします」リポーター
- たまむすび（TBSラジオ）[4]
- 久米宏 ラジオなんですけど（TBSラジオ）[4]
- サタデースポーツトピックス（ラジオ日本）

#### 千葉テレビ放送時代
- 歌で100万円チャレンジ（2022年4月 - 2023年3月） - 進行役
- newsチバ（2022年1月 - 2024年3月28日） - 2022年3月27日までは土日担当。3月29日より平日担当[4]。